# Pepe Quero
José Quero es un actor español, que formó en Sevilla en el año 1987 la compañía teatral Los Ulen, la cual dirige junto a Maite Sandoval y también junto a Paco Tous y con la que ha montado una decena de espectáculos, siempre en la línea del teatro de Clown. Es un actor, dramaturgo y productor teatral, que ha publicado varios textos teatrales y también ha representado más de 60 producciones por las que ha recibido varios premios nacionales e internacionales. Ha publicado este año su primera obra poética: Tengo un amigo que no tiene amigos. Pepe Quero, es más conocido por la exitosa serie de televisión de TVE, Águila Roja, que interpretaba a Floro el barbero de la Villa (población), aunque ya no participa en la serie de televisión.

## Series de televisión
- (2014-2016) - El Príncipe como Fede (Telecinco)
- (2009) - Águila Roja Como Floro Morales (TVE).
- (2008) - Martes de Carnaval Como Bizco Maluenda (TVE).

## Cine
- (2012) - El mundo es nuestro.
- (2009) - Yo, también.
- (2008) - Gente de mala calidad Como camarero.
- (1998) - El agua hilvanada Como jefe de fusileros.

- Datos: Q6071830